# トレジャーハンター
トレジャーハンター (英: Treasure hunter)は、海（沈没船）や山・廃墟・遺跡など、主に人の手の入ることのない場所に赴き、遺された「財宝」を探し出す（トレジャーハント、もしくはトレジャーハンティング）ことを主な目的とする人。

## 概要
世界には財宝や遺物と共に滅亡した文明の遺跡、嵐に襲われて沈没した財宝船、戦争中に略奪されたり紛失したりした貴重品、何らかの理由で地中に埋めて隠された財宝などが多数存在する。そうして失われていった財宝を見つけ出そうとする人々がトレジャーハンターである。また、水中や砂漠や熱帯雨林などの秘境に赴いて財宝探しを行う人々の場合は探検家や冒険家と呼ばれることもある。
対象となる「財宝」は黄金や宝石などの貴重品で作られた物品であるが、著名な人物の遺体などといったものも含まれる。発見された財宝はオークションで高値で取引される場合もあれば、所有の代わりに金銭が支払われることもある。アメリカやイギリスなどでは、トレジャーハントのみで生計を立てるプロのトレジャーハンターも存在する｡
また、これらのイメージから派生して、町や家にあるがらくたなどの中から価値のある品（骨董品・希少価値の高いものなど）を探し出す人をトレジャーハンターと呼ぶこともある。近年ではグーグル・アースなどを使用して遺跡を発見するトレジャーハンターも存在する｡

## トレジャーハンターが追い求めるもの

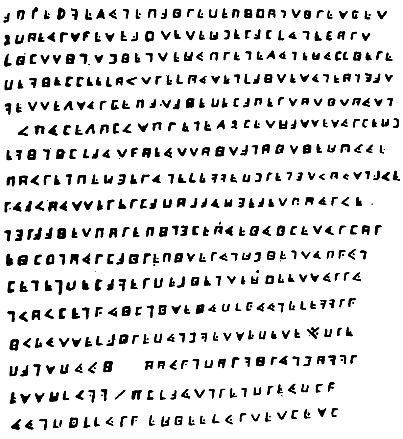
海賊ルバスールの暗号文。1700年代にフリーメイソンの間で使われていた「ピッグペン暗号」という方式で記述されている。

国際財宝探検家協会の会長・ロベール・シャルーは世界各国の失われた財宝600件の情報を起源に基づいて15種類に分類した。
分類によると一番多いのが沈没船の財宝の250件で、その次が130件の正体不明の財宝、3つ目が海賊や盗賊によって略奪された略奪品（45件）となる。一番少ない順では、芸術的財宝とオリジナルな財宝（それぞれ1つ）を始めとして、2番目が王墓の財宝（3件）、3番目が遺跡や廃墟に眠る正体不明の財宝（5件）である。
海賊の隠し財宝はフィクションでも言及される有名どころである。略奪を成功させた海賊がどこかの孤島や無人島に財宝を隠したという話は有名であるが、史実としてそのような出来事が実際に行われたのか、ただのフィクションや伝説でしかないのかは専門家の間でも意見が別れている。
1701年に処刑されたキャプテン・キッドの財宝が今もなお何処かに隠されているとの言説には様々なバリエーションがある。キッドは処刑される数日前に「私は10万ポンドの財宝をどこかに隠してある。縛り首を免除してくれるなら、その財宝の在りかまで案内しよう」という趣旨の手紙を書いている。
カリブ海の海賊ではヘンリー・モーガンの財宝伝説が彼の乗組員の口から語られている。黒ひげは自船の船員に財宝のありかを聞かれて「そいつは俺と悪魔しか知らねえ。一番長生きした奴がかねを持っていくのさ」という言葉を残し、財宝伝説を誕生させた。
インド洋のレユニオン島では処刑直前の海賊・オリビエ・ルバスールが財宝の隠し場所を記した暗号文を処刑台から民衆に投げつけて「おれの宝は、わかるやつにくれてやるぞ」と叫んだ。この話は後世の創作だという指摘もなされているが暗号文を解読する試みは今も続けられている。
同じインド洋の海賊ではベルナルダン・ナジョン・ド・レスタン（Bernardin Nageon de l'Estang）がモーリシャス島に財宝を隠し、そのありかを示した手紙を自分の親戚に送った。20世紀にはレスタンの宝を求めて株式会社が設立されたが、宝を発見することは出来なかった。

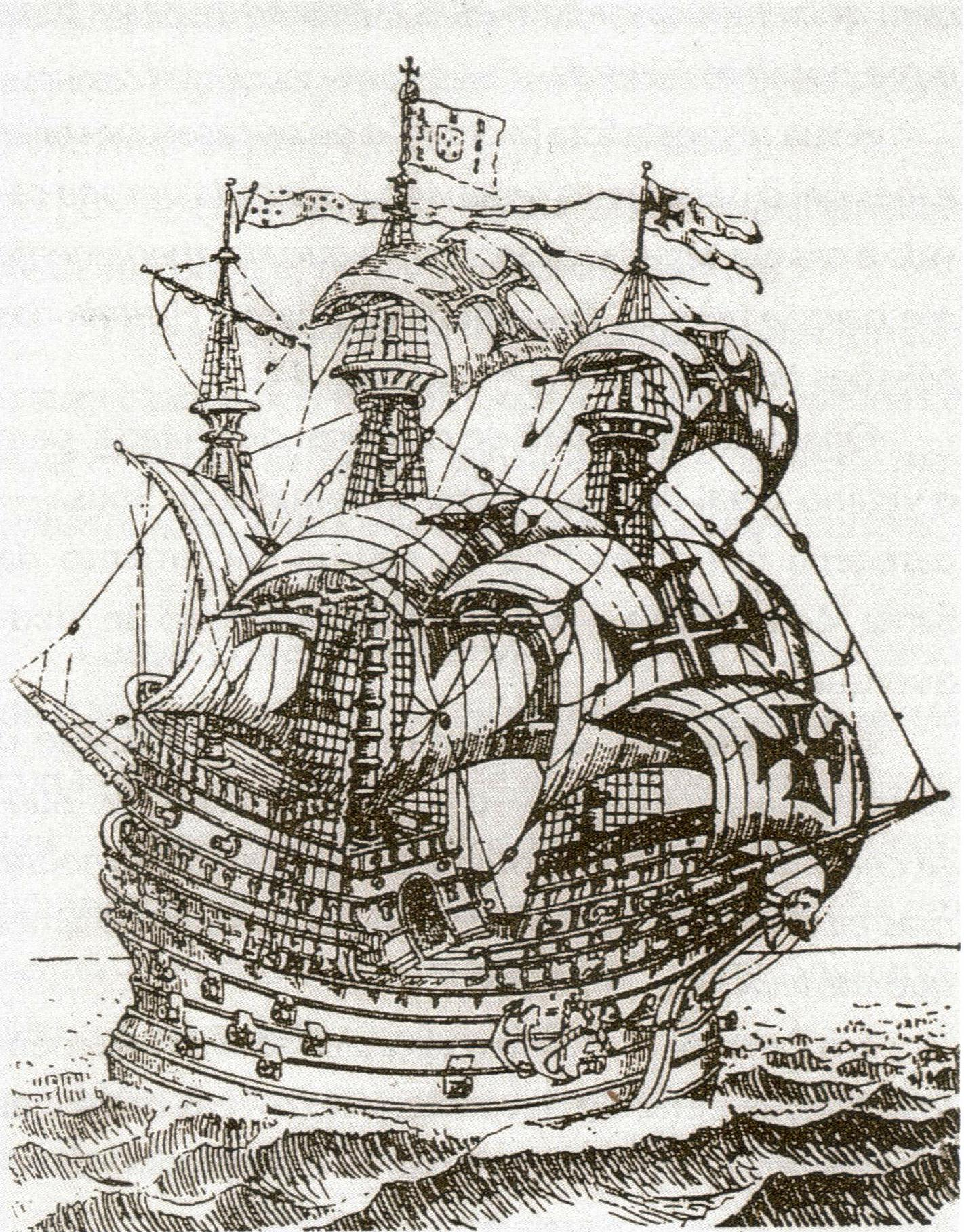
未発見の財宝船「フロール・デ・ラ・マール号」
著名な海洋考古学者にしてトレジャーハンターのロバート・F・マークスは、この船を「史上最も豪華な沈没船」と評した。

財宝を積んだまま水中に眠る沈没船が世界各地に存在する。こうした沈没船はきっちりとした記録が残っていることが多く、個人の活動だけでなく会社を設立して宝の引き揚げを目論む人々も存在する。沈没船の記録は例えばスペインの財宝船であれば、スペイン本国の図書館などに保管されていることが多い。
1715年には、12隻の財宝船がキューバから本国へ向けて出発した。しかし、フロリダで嵐に遇い沈没してしまった。この財宝船団は「1715年の財宝船団」と呼ばれ、トレジャーハンターが発見を目指している。キップ・ワグナー（Kip Wagner）は1959年に船団の何隻かを発見し、黄金の笛やドラゴンの形をした黄金の爪楊枝などを引き上げた。
アメリカのフロリダ州には、数百年前に財宝を積んだまま沈没したスペインの船が存在し、その財宝を探すトレジャーハンターの中には発見した財宝を収集家などに売却して、さらに宝探しを続ける人もいる。
侵略を受けた土地の資産家が財産を略奪されることを恐れて一時的な処置として財宝を地中に埋めることがある。そういった財宝の中には回収されずに現代に至るまで地中に眠っているものも多く、それらが偶然に発見されることがある。
他民族の襲撃を受けたヨーロッパ各地の西ローマ帝国の資産家たちは、財宝を地中に埋めて隠した。また、西ローマ帝国は、そういった襲撃者に対する撃退戦に集中した結果、当時の支配地域であるイギリスにサクソン人が侵入してしまった。この時、イギリスで暮らしていた資産家のローマ人たちは手元に置いておくことができない財宝を一時的な処置として地中に埋めて隠した。これらの財宝は隠し場所に関する手がかりが残されていないことから、運や推量によって発見が成し遂げられている。
その他、イギリスでは、趣味として宝探しをする人々が地中に隠されていた財宝（前述したものに限らない）を発見することがある。イギリスで発見される遺物の90%がアマチュアのトレジャーハンターによって発見されていて、こうした一般の人々による活動は「ランド・フィッシング」と呼ばれている。
イギリスでは、これまでに数えきれないほどの財宝がトレジャーハンターによって発見されてきた。具体的には、七王国のひとつマーシア王国の時代に隠された「スタッフォードシャーの財宝」などがそれにあたる。また、農地作業中に偶然発見された例なども含めるとその数は莫大なものになる (詳細はイギリスで発見された財宝の一覧を参照) 。
カンボジアのジャングルにはいくつもの遺跡が点在しているが、数が多すぎることや財政難などによって地表に放置されたままになっている。トレジャーハンターはそういった遺跡を発見するために同国の密林に足を踏み入れている。

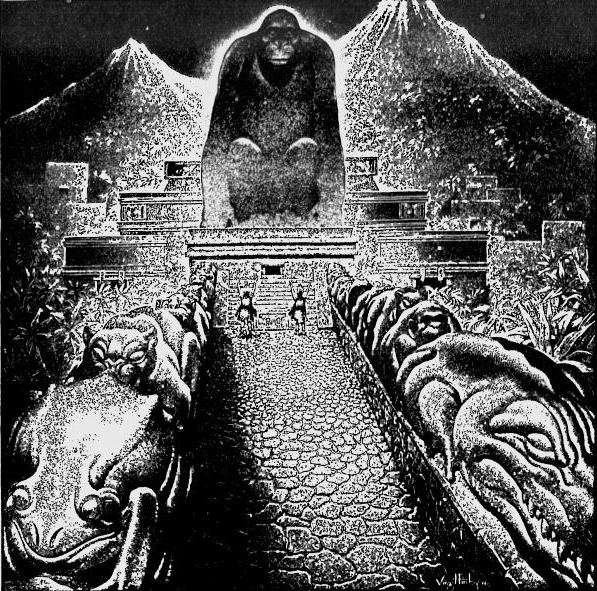
伝説の失われた都市「猿神王国」の想像図

いわゆる、失われた都市を探し求める人々もいる。作家のロビン・ムーアは「"失われた都市"ということばは、あらゆるトレジャー・ハンターの心をとらえて放さない」と述べている。
ペルーの熱帯雨林の奥深くに設立されたインカ帝国最後の都市「ビルカバンバ」は、スペイン人のコンキスタドールによって破壊され、その正確な所在地は忘れ去られてしまった。19世紀になると、インカ帝国時代の財宝がビルカバンバの遺跡に隠されているという伝説が広まり、都市の発見を目指して探検に着手する者が現れた。
『1753年発見の......大きな隠された古代都市の史記』なる古文書に記されている、地震に襲われて滅びた古代都市の話はトレジャーハンターをブラジルに惹き付けている。また、同国では、1925年に「失われた都市Z」を求めてマットグロッソの密林内で消息を絶った探検家、パーシー・フォーセットの足跡を追い求めているトレジャーハンターも存在する。

## 発見物の利権
財宝を発見した場合、発見した場所によっては法律的な所有権が絡んでくる。
財宝を発見した場合の届け出や分け前や所有権などのほか、探索機器に関する規定が設けられている場合もあり、財宝探しを規制・許可する法律は世界各国で様々である。合法的に財宝探しを行う場合には、その国々や地域の財宝探しに関する法律を事前に調査しておく必要がある。

### 日本国内の場合
地下に埋められた財宝を発掘した場合には、民法第241条「埋蔵物の発見」に基づいて、発掘した財宝は遺失物扱いとなり、警察に速やかに届け出なければならない。通常の場合とは違い6か月間、所有者が現れるのを待ち、もし現れなかった場合には、発掘した土地の地主との折半になる。自分の土地の場合は、すべて自分のものとなる。1963年（昭和38年）、東京都中央区新川の日清製油本社ビルの改築工事現場から江戸時代の金貨が大量に発見された事例では、もともと当地に屋敷を構えていた豪商鹿島清兵衛が埋めたことが分かり子孫に返還された。
なお、2019年現在、日本国内において道路工事などで偶然小判等が発見された例はあるが、意図的な探索で「埋蔵金」を発見したトレジャーハンターは存在しない。
海中で発見した場合はまた異なり、「水難救護法」が適用される。こちらの届け出先は警察ではなく、沿岸部の各市町村となる。財宝が剥き出しのままの場合には6か月間、沈没船などの船内にあった場合には1年間、所有者が現れるのを待ち、現れなかった場合にはすべてが発見者のものとなる。また、もし現れた場合でも、所有者は財宝の価値の3分の1に相当する金額を発見者に支払うことになっている。

### 日本国外の場合
イギリス
イギリスで財宝を発見した場合は、発見時から14日以内にそれを国に提出する必要がある。財宝の素材や制作年によって法律上の扱いが変わってくる。場合によっては、財宝を売却した値段と同額の補償金が支払われる。一般の土地で発見者と地主が別の場合は、発見者と地主とで補償金を分け合うことになる。スコットランドでは、法律が少し異なる（詳細は (Treasure_trove#Scotland) を参照）。
トルコ
トルコ国内で宝探しをする場合は、文化観光省の責任部署から発掘許可をもらう必要がある。遺物が発見された場合、その発見者は、3日以内に博物館あるいは政府の関係機関に届け出を出さなければいけない。自分の土地ではない場所や国有地などで遺物を発見した場合は、正式に届け出がなされていれば、政府から報奨金が渡される。金額はその遺物の価値を元に査定される。自分の土地で遺物を発見し、なおかつ正式に届け出がなされていた場合には、政府が発見者からその遺物を買い取る。

## 沈没船サルベージと法整備の問題
世界的には沈没船や海底遺跡の海洋サルベージによるトレジャーハンティングが、本格的に行われている。こうした行為は、本来は国家が管理するべき歴史的に貴重な水中文化遺産を私的に売買しているもので、遺産保護の観点から問題視されている。船内の財宝を回収する際に、船体が損傷する危険性や、水中文化遺産である沈没船を元の位置に保持・保存する必要性についても、各国政府や海洋考古学者・歴史研究家の間から懸念の声があがっている。
こうした学術方面からの声に対処するため、2001年のユネスコ総会にて水中文化遺産保護条約が採択され、2009年1月より発効された。しかしアメリカ合衆国・イギリス・日本などの批准には至っていない。
近年では上記のような法整備や批判の声もあってか、沈没船が沈む領海の政府に許可を受けてからサルベージするケースが多くなっているが、それでもなお政府に無断で領海内の沈没船から財宝を盗掘したとして、トレジャーハンターが逮捕される事件も起こっている。
財宝の所有権をめぐる戦いが発見者、学者、沈没船の所属国、現場海域を管轄する国や自治体などの間で展開されている。こうした所有権をめぐる対立を和らげるため、トレジャーハンターに財宝の所有を認めない代わりに多額の発見料を支払うといった制度も提案されている。この案に対しては遺物の保存を重要視する海洋考古学者側からも賛成意見が出ている。
しかし、水中の財宝をめぐるトレジャーハンターと海洋考古学者の対立は解消されてない。両者の大半はお互いを敵視しているという。

## 宝探しの企画
書籍などの形で、アイテムを発見する企画が行われる。
書籍
- 『仮面舞踏会』（著:キット・ウィリアムズ（英語版）） ‐ 1979年に発売された絵本で挿絵の謎を解くと、「18カラットの金や宝石で作られたウサギの首飾り」が得られることとなっており大ヒットとなった。1982年に発見したが1988年に発見者が場所を把握している人物の関係者であったことからスキャンダルとなった[40]。
- 『The Secret（英語版）』（著:Byron Preiss（英語版）） ‐ 1982年に始まり、2024年の時点で12個の箱のうち3個しか発見されておらず。企画者がヒントも残さず死亡していることから未解決のまま終わる可能性がある。
- 『黄金のフクロウを追って（英語版）』（著者:レジス・ハウザー（英語版）） - 1993年4月に金と銀とダイヤモンドがあしらわれた彫刻が埋められ、11の謎を解いて宝を発見する企画となっていた。2021年に彫刻をデザインしたミシェル・ベッカーが公式主催者となり、情報を知る相続人と法廷で争い本物の場所を特定してレプリカに入れ替えて、追加のヒントを出してイベントを継続させたことで2024年10月3日にレプリカが発見された[41]。

## トレジャーハンターが登場する作品
未開の地に足を運ぶことの多いその性質上、トレジャーハントは必然的に冒険譚としての色合いを濃くするため、小説や映画、ゲームなどのフィクションの題材として好まれている。

### 映画
- インカ王国の秘宝
- イントゥ・ザ・ブルー
- トレジャーハンター・クミコ（都市伝説が元ネタ）

### 小説
- ソロモン王の洞窟
- 宝島
- 失われた黄金都市
- トレジャーハンター八頭大シリーズ（菊地秀行、ソノラマ文庫・朝日ソノラマ）
- DADDYFACEシリーズ （伊達将範、電撃文庫）

### 漫画
- ギャラリーフェイク（細野不二彦）
- スプリガン（たかしげ宙×皆川亮二）

### ゲーム
- ランドストーカー 〜皇帝の財宝〜
- 九龍妖魔學園紀

## 著名なトレジャーハンター
- メル・フィッシャー - スペインの沈没船「アトーチャ号」から、約4億ドル相当の財宝をサルベージした。
- ハワード・ジェニングス - 南アメリカの砂漠や高原地帯に赴いて古代文明の墓を暴き出土した財宝をアメリカへ密輸した。そういった冒険の過程で盗賊団に追いかけられたり敵対する盗掘者と銃撃戦を繰り広げたりした。また、知り合いの密売人からの依頼でペルーの盗掘一家に金属探知機の使い方を教えに行ったこともある[42]。エクアドルの熱帯雨林では古文書調査の末に失われた都市「コアク（スペイン語版）」を発見[43]。ジェニングスは自著の中でトレジャーハンターになる方法について語っている[44]。また、ヘンリー・ジェニングスという海賊の子孫を自負している[45]。
- 八重野充弘 - 日本トレジャーハンティングクラブ会長。長年にわたり日本国内または国外の埋蔵金、トレジャーハンティングに関わる歴史、伝承、また実際に発掘などの経験等を執筆し、それらは出版されている。
- W・C・ジェイムソン（英語版）- アメリカ合衆国各地の荒野を冒険し様々な財宝を探し求めた。その冒険の多くが違法に行われたものだったが、かなりの財宝を実際に発見したといい、トレジャーハンターたちの間では伝説的な人物として知られている[46]。また、映画『ナショナル・トレジャー』の監修も務めた[47]。ジェイムソンは自身が繰り広げてきた冒険を『Treasure Hunter: A Memoir of Caches, Curses, and Confrontation』という自伝の中で詳述している[48]。
- ウィリアム・フィップス-17世紀のトレジャーハンター。沈没船の財宝を引き揚げたことでナイトの称号を得た。
- トーマス・ヘルム - ホンジュラスのジャングルで古代マヤ文明の失われた都市を探し求めた[49]。アメリカのテキサス州にあるパドレ島（英語版）では、嵐に襲われながらもいくつかのダブロン金貨を発見[50]。ハイチ近海の島では、金貨の詰まった箱を探してコウモリだらけの洞穴を探検した[51]。メキシコでは、革命家パンチョ・ビリャの財宝が隠されているというシエラ・マドレ山脈をジープに乗って探検した[52]。また、第二次大戦中には日本軍による真珠湾攻撃に立ち合い日本の零戦をスプリングフィールド・ライフルで撃ち落としたという[53]。
- マイケル・ハッチャー（英語版）- オランダの商船「ヘルダーマルセン号（オランダ語版）」や中国のジャンク船「テクシン号（英語版）」などの沈没船を発見し黄金や何十万点もの陶磁器をサルベージした[54]。それらの財宝はオークションに掛けられ、オランダ船の財宝は2000万ドル[55]、中国船の財宝は1000万ドル超で落札された[56]。彼は「世界で最も有能な海洋探検家」「最も成功したトレジャーハンター」などと呼ばれている[54]。
- デレク・マクレナン（Derek McLennan）2013年にスコットランドで中世の隠し銀貨300枚超を発見した[57][58]。2014年には、同じくスコットランドで「ガロウェイの財宝（英語版）」というヴァイキングの埋蔵金を深さ60cmのところで発見し198万ポンドを稼いだ[59][60][61]。
- スティーブ・モーガン - ホンジュラスの熱帯雨林やアメリカ合衆国の砂漠などを探検し複数の遺跡や遺物を発見[62]。1990年代にはホンジュラスのモスキティア（英語版）地方のジャングルに眠るとされる失われた伝説の都市「シウダー・ブランカ（英語版）」の発見を目指す探検隊を率いた[63]。また、世界各地の沈没船からいくつもの財宝を引き上げてもいる[62]。

## 脚註

### 註釈
1. ↑  以下に解説する法律は1983年に制定されたものである[35]。
2. ↑  この法律の骨組みは、19世紀末のオスマン帝国の時代に作られた[35]。
3. ↑  こうして発見された歴史学的にも考古学的にも価値のある遺物はトルコ政府が文化遺産として保存する義務を負う[34]。しかし中には歴史学的、考古学的な価値をあまり持たず、国の保存対象から外れる遺物も多い[34]。その場合トルコ政府は、遺物を売ることに対しての許可を(当人が求めていれば)発見者に与えることも可能になる[34](ただしトルコ政府は、遺物を優先的に買い取る権利を有している[34]。)。